# Suggrunda
Suggrunda es un género de foraminífero bentónico de la familia Fursenkoinidae, de la superfamilia Fursenkoinoidea, del suborden Buliminina y del orden Buliminida. Su especie tipo es Suggrunda porosa. Su rango cronoestratigráfico abarca el Mioceno.

## Discusión
Clasificaciones previas consideraban Suggrunda de estatus incierto y la incluían en el suborden Rotaliina del orden Rotaliida.

## Clasificación
Suggrunda incluye a las siguientes especies:
- Suggrunda eckisi †
- Suggrunda inflata †
- Suggrunda kleinpelli †
- Suggrunda porosa †
- Suggrunda yahikoensis †